# 秋山貴彦
秋山 貴彦（あきやま たかひこ、1963年7月12日 - ）は、日本の映画監督、VFXスーパーバイザー、株式会社4Dブレイン代表取締役、Tokyo XR Startupsメンター。東京都江東区出身。
株式会社GADGET　Chief Creative Officer (CCO)

## 来歴
東京造形大学在学中より『平凡パンチ』、『流行通信』、『月刊ログイン』、『月刊小説王』連載の『帝都物語』（荒俣宏原作）の挿絵など、怪奇、幻想イラストを手掛ける。
1985年、『ログイン』誌上掲載のコンピュータゲームの仕事をきっかけにCGの世界に惹かれる。
1987年、CGプロダクションのトーヨーリンクス（現IMAGICA）に入社。
1988年、大学の卒業制作で監督した8mm映画『宇宙虫』が、ぴあフィルムフェスティバルに入選。
1990年、国際花と緑の博覧会で上映されたNTT/KDD共同館の70mmドーム映像『THE NATURE』のCGディレクションを手掛けNCCA'91VFX賞を受賞。
以後、CM、博覧会、ライドシミュレーター映像などの映像ディレクターとして数々の国際賞を受賞。中でも1994年、ライドシミュレーター映像『IGI -Inter Galactic Interface-』は、モナコの国際映像祭Imaginaで『ジュラシック・パーク』を抑えグランプリを獲得。
1994年、石井竜也監督『河童』のSFXスーパーバイザーを務める。
1995年、トーヨーリンクスを退社し、独立。
1996年、全編オーストラリアで制作した石井竜也監督『ACRI』で邦画界初のVFXスーパーバイザーを名乗る。
2001年、史上初のリアルなCGキャラクターが登場する映画『ファイナルファンタジー』のCGディレクター及びVFXアートディレクターを務め世界的な評価を得る。同年、ギャガプロダクションカンパニー及びグローバルコンテンツグループのヴァイスプレジデントとして、映画企画製作を担当。
2003年、オーヴァーロード・ピクチャーズを設立。同社第一回企画作品として原案、監督、共同脚本、VFXスーパーバイザーを務めた映画『HINOKIO』が全国及び世界38カ国で公開。
イラン及び、フランスの映画祭で最優秀外国映画賞を受賞。また同映画のVFXでは日本映画テレビ技術協会の2005年度映像技術賞と2005年度日本映画テレビ技術大賞（経済産業大臣賞）を受賞。
2006年、日本、香港、タイ王国の合作サイコホラー・オムニバス映画『Black Night』の一遍を監督。同年、韓国映画『九尾狐家族（英語: The_Fox_Family）』のVFXスーパーバイザーで7ヶ月間韓国に滞在。
2007年、米国ロサンゼルスに渡り『スピーシーズ4 新種覚醒』のVFXを手がける。2008年、4KHD高精細度映像の『関ケ原の合戦』(デジタルハリウッド)の共同監督、VFXスーパーバイザーを務める。
2009年、米国法人オータムマウンテン・ピクチャーズを設立。2010年、新たなエンターテイメントサービスを目論む為のベンチャー、株式会社4Dブレインを設立。
2011年、来たるべきVRエンターテイメントの時代に備え、広視野角HMDを使った没入型コンテンツを制作“IDE –Immersive Digital Entertainment”と名付けバーチャルリアリティ展などで発表。株式会社Live2D社外取締役就任。
2012年、VFX業界の興隆、活性化を目的とした一般社団法人VFX-JAPANを設立、代表理事に就任。2013年、東京造形大学特任教授就任。
2014年、実写版『魔女の宅急便』VFXスーパーバイザーを務める。
2015年、『グラスホッパー』のCGI スーパーバイザー。『GAMERA』生誕50周年記念映像のVFXスーパーバイザー。hide crystal project presents RADIOSITY (DMM VR Theater)のビジュアルエフェクトプロデュース兼、アニメーションディレクターを務める。
2016年、Tokyo VR Startups（現Tokyo XR Startups）メンター就任。
2017年公開、アレハンドロ・ホドロフスキー監督『エンドレス・ポエトリー』では撮影が南米チリで行われ、オンセットVFXスーパーバイザーを務めた。
2019年、企画制作を手掛けた『IGT-VR』(インターギャラクティック・トラベル VR）が、VFX-JAPANアワード2019 先導的視覚効果部門 優秀賞を受賞した。
2023年、裸眼３Dなどの特殊映像を制作している株式会社GADGETのChief Creative Officer (CCO)に就任。

## 映像作品

### DMM VR Theater
- hide crystal project presents RADIOSITY（2015年）※Visual Effects Produce & Animation Director[12][13]

### VR
- IGT-VR「インターギャラクティック・トラベル VR」（2018年）※企画制作

### 映画
- マクロスプラス（1994年 バンダイ ビックウエスト）※CGI スーパーバイザー
- RAMPO(奥山バージョン)（1994年 松竹）※CG ディレクター
- 河童（1994年 カッパドキア）※SFX スーパーバイザー
- ACRI（1996年 カッパドキア ビレッジロードショー）※VFX スーパーバイザー & セカンドユニットディレクター
- ファイナルファンタジー（2001年 スクウェア）※CG ディレクター & VFX アートディレクター
- HINOKIO （2005年 松竹）※監督 & VFX & 原案 共同脚本
- ブラックナイト （2006年 日本、香港、タイの合作オムニバス映画）※監督
- 九尾狐家族 （2006年 韓国映画）※VFX スーパーバイザー
- スピーシーズ4 新種覚醒 Species The Awakening（2007年 米国映画）※VFX スーパーバイザー
- ファイナル・ジャッジメント（2012年）※VFX スーパーバイザー
- 魔女の宅急便（2014年）※VFX スーパーバイザー
- 海月姫（2014年）※CGI スーパーバイザー
- グラスホッパー（2015年）※CGI スーパーバイザー
- KINGSGLAIVE FINAL FANTASY XV（2016年）※CG制作協力
- 映画 妖怪ウォッチ 空飛ぶクジラとダブル世界の大冒険だニャン!（2016年）※CG制作協力
- 仮面ライダー平成ジェネレーションズ Dr.パックマン対エグゼイド&ゴーストwithレジェンドライダー （2016年）※CG制作協力
- エンドレス・ポエトリー（2017年）※オンセットVFX スーパーバイザー
- 虹色デイズ（2018年）※VFX スーパーバイザー
- ウルトラマンR/B セレクト！絆のクリスタル（2018年）※CG制作協力

### インターネット配信ドラマ
- ウルトラマンオーブ THE ORIGIN SAGA（2017年）※CG制作協力

### テレビドラマ
- アイドル×戦士ミラクルちゅーんず!（2017年）※CG制作協力

### テレビアニメ
- SDガンダム三国伝 Brave Battle Warriors（2010年）※CG プロデューサー & CG アニメーター

### ミュージックビデオ
- The MONSTERS 「MONSTERS (曲)」（2012年）※CGプロデューサー
- SMAP 「Mistake!」（2013年）※CG制作協力
- 舞祭組 「棚からぼたもち」（2013年）※CGディレクター & CGプロデューサー
- Kis-My-Ft2 「光のシグナル」（2014年）※CGディレクター & CGプロデューサー
- SMAP 「ココカラ」（2014年）※CGディレクター & CGプロデューサー
- 舞祭組 「てぃーてぃーてぃーてれって てれてぃてぃてぃ 〜だれのケツ〜」（2014年）※CGディレクター & CGプロデューサー
- Kis-My-Ft2 「Sha la la☆スピンオフ〜LAST SCREAM〜」（2016年）※CGディレクター & CGプロデューサー

### CM、TV、ライド映像、その他
- The Nature（1990年 アストロビジョン 世界初ドーム映像CG合成 - 70mm）※CG ディレクター
- 東芝BSアリーナ（1990年 CM）※CG ディレクター
- 東芝ライテック（1990年 CM）※CG ディレクター
- KOMATSU（1990年 CI）※CGディレクター
- Sindo Ricoh（1990年 韓国企業CM）※CG ディレクター
- サトウ製薬（1990年 CM）※CG ディレクター
- エスファイトゴールド（1990年 CM）※CG ディレクター
- Hits:マグマツアーズ（1990年 ライド映像）※CG ディレクター
- 東芝ダイナブック（1990年 CM）※CG ディレクター
- ウッチャンナンチャンのやるならやらねば（1990年 TVオープニング）※CG ディレクター
- Sony Kirara Basso（1990年 CM）※CG ディレクター
- MEITETSU（1990年 CI）※ディレクター
- 第一製薬カロヤンアポジカ（1991年 CM）※CG ディレクター
- フジタヴァンテ IGT インターギャラクティックトラベル（1991年 ライド映像）※ディレクター
- YMO 再結成企画作業（1991年 ロゴプレゼンテーション）
- Ace Bed（1991年 韓国企業CM）※CG ディレクター
- HANSEM（1991年 CI）※ディレクター
- ダイワ G3-Compo（1992年 CM）※CG ディレクター
- Sekisui Jushi（1992年 CM）※CG ディレクター
- フューチャーシティー・プレショー（1992年 長崎オランダ村）※ディレクター
- EPSON Mach Jet V.2 Printer（1993年 CM）※CG ディレクター
- フジタヴァンテ IGI インターギャラクティックインターフェイス（1993年 ライド映像）※ディレクター
- Mr.Music（1994年 CI）※ディレクター
- FUJI XEROX ドラえもん登場編（1995年 CM）※CG ディレクター
- 資生堂 太陽と海の恵みシャンプー（1996年 CM）※CG ディレクター
- FUJI XEROX ET登場編（1996年 CM）※CG ディレクター
- GAMERA 生誕50周年記念映像（2015年）※VFX スーパーバイザー

### イラストレーション（挿絵）
- 月刊宝島 11月号 特集記事イラスト（1982年）
- 月刊LogIn 久世十蘭「地底獸国」挿絵（1983年）
- 月刊小説王 中沢新一「ピンボールのシャングリラ」挿絵（1983年）
- 月刊小説王 荒俣宏「帝都物語」挿絵（1983年）
- 月刊小説王 野々村文宏「ウルトラバビロン」挿絵（1984年）
- 講談社 大伴昌司「ウルトラ怪獣図鑑」イラスト（1991年）

- 細野晴臣 「GLOBULE」ノンスタンダードレーベルイラスト（1984年）
- 坂本龍一 「スウィート・リヴェンジ」プロモーションパンフレット イラスト（1994年）

### 自主映画
- 宇宙虫 (8mm映画) ぴあフィルムフェスティバルアワード '88 入選（1988年）[14]

## 著書、監修
- 「デジタルの仕事がしたい」杉山知之編（2003年、岩波ジュニア新書）共著
- 「監督バイブル」（2005年、宙出版）インタビュー
- 「ディジタル映像表現－CGによる映像制作－<改訂版>」（2006年、CG－ARTS協会）共著
- 「VESビジュアルエフェクトハンドブック（上巻）>」（2012年、ボーンデジタル）監修
- 「VESビジュアルエフェクトハンドブック（下巻）>」（2013年、ボーンデジタル）監修
- 「美術手帖 光と魔法の映画術 ILMが創造したリアル」（2015年、美術出版社）寄稿

## 受賞歴
映画
- 『HINOKIO』
  - 日本映画テレビ技術協会
    - 第5回（2005年度）映像技術賞
    - 第9回（2005年度）経済産業大臣賞

  - イラン子供映画祭 2006 ゴールデンバタフライ 外国映画部門 優秀長編映画
  - フランス KINOTAYO現代日本映画祭 2006 ソレイユ・ドール グランプリ

- 『河童』
  - コンパックメディアサロン賞 '95 VFX部門

CM、TV、ライド映像、その他
- 『ガメラ生誕50周年記念映像』
  - VFX-JAPANアワード 2017 CM・プロモーションビデオ部門 最優秀賞

- フジタヴァンテ IGI インターギャラクティックインターフェイス
  - モンテカルロ Imagina '94 金賞 / グランプリ
  - アメリカ SIGGRAPH '94 エレクトリックシアター上演

- フジタヴァンテ IGT インターギャラクティックトラベル
  - モンテカルロ Imagina '92 銅賞
  - アメリカ SIGGRAPH '92 エレクトリックシアター上演

- 東芝BSアリーナ
  - ロンドン国際広告賞

- Sindo Ricoh
  - 韓国 IBAアワード

- The Nature アストロビジョン
  - 日本NCCA '91 VFX アワード
  - アメリカ SIGGRAPH '91 エレクトリックシアター上演

## 審査員、評議員
- Digital Hollywood Award 審査員（2005年）
- 文部科学省「次世代超高精細度映像のためのCG映像制作環境の研究」委員（2006年）
- イラン子供映画祭 2007  国際審査員 International Jury（2007年）
- Japan Film Festival in Los Angeles  Advisory Board member（2008年）
- ブロスタTVアワード in Tokyo  ゲストスピーカー 審査員（2008年）
- Butterfly Effect Short Film Event in Los Angeles 審査員 Competition Jury（2009年）
- 中野区デジタルコンテンツ ビジネスプランコンテスト 審査員（2010年）
- Japan Film Festival in Los Angeles  Competition Director（2010年）
- SIGGRAPH ASIA Animation Award  審査員（2015年）

## シンポジウム、パネリスト
- 東京国際映画祭 映像ソフト国際フォーラム（1995年）
- InterBEE 国際シンポジウム「デジタル映像コンテンツにおけるクオリティおよび低コスト化の追求」（2005年）
- 産業用バーチャルリアリティー展（2005年）
- デジタルコンテンツ協会 平成17年度クリエーター人材育成支援事業 キャリア形成セミナー（2005年）
- UNIJAPAN 東京国際映画祭 Entertainment Forum 「VFX-JAPAN キックオフミーティング」（2012年）
- 文京学園大学 CG-WORLD Creative Conference 「VFX-JAPAN宣言」（2012年）
- 東京造形大学 アニメーション専攻領域 創設15周年 記念イベント「造形アニメーションのすべて」（2018年）[16]

## 講演、講義
- 女子美術大学 特別講義 「秋山貴彦の映像世界－Making of the Digital Movies－」（2010年）
- 女子美術大学 メディアアート学科 「プロジェクトコラボレーション演習－映画向けデジタルサイネージCMの制作－」（2010年）
- 東京大学 情報科学科 特別講義 「Making of the Digital Movies－イメージを具現化するには－」（2010年）
- 東京工科大学 特別講義 「Making of the Digital Movies－イメージを具現化するには－」（2010年）
- 東京工芸大学 工学部 コンピュータ応用学科 特別講義「Making of the Digital Movies－イメージを具現化するには－」（2010年）
- 女子美術大学 メディアアート学科 プロダクトコラボレーション授業「米国インターネットベンチャーWemoMedia社の次世代クリエーターズプラットフォーム「The Blu」の為のCG制作実習」（2011年）
- 放送大学 「映像メディアとCGの基礎」インタビュー出演（2012年）
- ゆうばり国際ファンタスティック映画祭2014 京楽ピクチャーズ. PRESENTS  映画『魔女の宅急便』メイキング（2014年）
- DEXS 2014 in 福岡 CG & VFX session 映画『魔女の宅急便』 VFXメイキング（2014年）
- VFX-JAPANセミナー ハリウッドVFXの総本山 VES(Visual Effects Society) 紹介セミナー（2015年）[17]
- 第1回ICTCO最先端技術セミナー「AR/VR/MRの未来」〜AR/VR/MRの発展とそれが生み出すコンテンツの新潮流〜（2017年）
- 台湾 高雄映画祭 講演「VRと私 “VR與我”」（2017年）[18]
- 映像表現・芸術科学フォーラム2018 教育/映像作品カテゴリー部門、論文発表「シネマトグラフィ・デッサンの実践 ～プリビズ的手法による映像デッサンを用いた映像言語習得のための教育効果について～」（2018年）[19]

## 会員
- 日本映画監督協会 会員
- CG-ARTS協会 会員
- 米国視覚効果協会 Visual Effects Society, VES 会員 アウトリーチメンバー
- VFX-JAPAN 創設者、法人賛助会員

## インタビュー
- デジタル最前線 映画「HINOKIO」で、子供たちが未来に飛翔する勇気を与えたい
- 4Dブレイン×クレッセント 秋山貴彦氏スペシャルインタビュー
- 文化庁メディア芸術プラザ特別座談会 「アニメや特撮においてCGがこれからもたらすもの」秋山貴彦、押井守、樋口真嗣、細田守、田中誠一(司会)
- white-screen.jpインタビュー 「スター・ウォーズ」から「ゼロ・グラビティ」まで、SFX＆VFXを辿る旅
- Histyインタビュー 今までやってきたことは、全部今やっていることにつながっている